# El caballero Don Quijote
El caballero Don Quijote és una pel·lícula dirigida i escrita per Manuel Gutiérrez Aragón basat en la segona part de la novel·la El Quixot.

## Sinopsi
Després de saber que els turcs baixen per la costa amb una perillosa armada, Alonso Quijano, El cavaller el Quixot de la Manxa, sortirà, una vegada més, i amb l'oposició de la seva neboda i de la seva mestressa, a una nova batalla que començarà a la Manxa i acabarà en la costa. Vestit amb la seva armadura d'estil renaixentista, bastant antiquada per a l'època 1615, el "boig" cavaller errant del qual tothom se'n burla emprendrà les seves aventures amb el seu fidel escuder. El poregós Sancho Panza, que incita i afalaga els combats imaginaris del gentilhome, decideix partir amb ell per a donar-li suport, com sempre en les seves empreses. Sancho també espera rebre la recompensa de transformar-se en governador d'una illa, una antiga promesa que li va ser feta per el Quixot. Però el seu amo ja té molt clar quina és la prioritat de les seves batalles: desfer l'encanteri de la seva estimada, la imaginària Dulcinea, a qui mai ha vist. Per a això anirà a la cova negra a trobar-se amb el mag Montesinos.

## Repartiment
- Juan Luis Galiardo 	... Don Quijote
- Carlos Iglesias	... Sancho Panza
- José Luis Torrijo... Cura
- Víctor Clavijo...	Barbero
- Santiago Ramos...	Sansón Carrasco, el bachiller
- Kiti Mánver...	Ama
- María Isasi...	Sobrina
- Manuel Alexandre	...	Montesinos
- Marta Etura 	...	Dulcinea del Toboso
- Joaquín Hinojosa...	Duque
- Emma Suárez... Duquesa
- Juan Diego Botto...	Tosilos

## Palmarès cinematogràfic
XVII Premis Goya
| Categoria                 | Persona                 | Resultat  |
| ------------------------- | ----------------------- | --------- |
| Millor actor protagonista | Juan Luis Galiardo      | Nominat   |
| Millor actor revelació    | Carlos Iglesias         | Nominat   |
| Millor guió adaptat       | Manuel Gutiérrez Aragón | Nominat   |
| Millor fotografia         | José Luis Alcaine       | Guanyador |
| Millor direcció artística | Félix Murcia            | Nominat   |

Premis ACE (Nova York)
| Categoria    | Persona            | Resultat  |
| ------------ | ------------------ | --------- |
| Millor actor | Juan Luis Galiardo | Guanyador |

Medalles del Cercle d'Escriptors Cinematogràfics
| Categoria           | Persona                 | Resultat |
| ------------------- | ----------------------- | -------- |
| Millor actor        | Juan Luis Galiardo      | Nominat  |
| Millor guió adaptat | Manuel Gutiérrez Aragón | Nominat  |
| Millor fotografia   | José Luis Alcaine       | Nominat  |